# Urszula Łoś
Urszula Łoś (ur. 18 lutego 1994 w Warszawie) – polska zawodowa kolarka torowa, specjalizująca się w dyscyplinach krótkodystansowych. Zawodniczka Autonomicznej Ludowej Kolarskiej Sekcji Stali Grudziądz.

## Osiągnięcia sportowe
W 2016 roku wzięła udział w Mistrzostwach Europy U-23 dla juniorów do lat 23, które odbywały się w Montichiari we Włoszech. Tam, wraz ze swoją koleżanką z drużyny Katarzyną Kirschenstein, zajęły trzecie miejsce w sprincie drużynowym kobiet. We wrześniu tego samego roku Łoś została Mistrzynią Polski Elity w wyścigu na 500m podczas Mistrzostw Polski w kolarstwie torowym. Na tych samych zawodach Łoś zdobyła jeszcze trzy inne krążki: srebrny medal w sprincie drużynowym (w parze z Aleksandrą Tołomanow), brązowy medal w sprincie indywidualnym kobiet oraz brązowy medal w keirinie. Miesiąc później, podczas Torowych Mistrzostw Polski w konkurencjach nieolimpijskich w kategorii U-23, Łoś zajęła drugie miejsce w wyścigu na 500 m oraz trzecie miejsce w keirinie.
W 2017 roku Łoś i Tołomanow zostały Mistrzyniami Polski Elity w sprincie drużynowym kobiet podczas Mistrzostw Polski 2017. Urszula zdobyła tam również brązowy krążek w sprincie indywidualnym kobiet. W 2018 roku Łoś zdobyła trzy złote medale podczas Mistrzostw Polski: w wyścigu na 500 m, w sprincie indywidualnym kobiet oraz w keirinie. W sprincie drużynowym kobiet uplasowała się wraz Kirschenstein na drugiej pozycji. Pod koniec 2018 Urszula Łoś osiągnęła swój debiutancki światowy sukces i zdobyła pierwszy medal na Pucharze Świata, który odbywał się w Londynie, gdzie zajęła trzecie miejsce w keirinie kobiet.
Na początku 2019 roku Łoś wraz ze swoją koleżanką z drużyny Marleną Karwacką zdobyła trzecie miejsce w nowozelandzkim Cambridge podczas Pucharu Świata w sezonie 2018-2019. Następnie Łoś wzięła udział w Igrzyskach Europejskich 2019 w Mińsku na Białorusi, gdzie razem z Karwacką zajęła czwarte miejsce w sprincie drużynowym kobiet oraz indywidualnie piąte miejsce w keirinie. We wrześniu 2019 Łoś zdobyła dwa złote medale na Mistrzostwach Polski Elity w keirinie oraz sprincie indywidualnym. W dalszej części 2019 roku Łoś i Karwacka zdobyły srebrny medal w sprincie drużynowym podczas Pucharu Świata w kolarstwie torowym w Cambridge w Nowej Zelandii, a tydzień później obie zdobyły złoty medal w tej samej konkurencji na Pucharze Świata w australijskim Brisbane. W ostatniej turze Pucharu Świata w kolarstwie torowym w sezonie 2019–2020, która odbyła się w Milton w Kanadzie, kolarki ponownie zdobyły srebrny medal, wygrywając w ten sposób całą klasyfikację Pucharu Świata w sprincie drużynowym kobiet.
26 lutego 2020 Łoś i Karwacka zajęły siódme miejsce w sprincie drużynowym kobiet podczas Mistrzostw Świata w Kolarstwie Torowym 2020 odbywających się w Berlinie w Niemczech, co zapewniło pierwszą w historii Polskich sprinterek kwalifikację olimpijską do Letnich Igrzysk Olimpijskich Tokio 2020.
W październiku 2020 roku Urszula zdobyła aż 5 krążków podczas Mistrzostw Polski Elity w kolarstwie torowym organizowanych w Pruszkowie. Trzy tytuły Mistrza Polski Elity uzyskała w sprincie indywidualnym, wyścigu na 500m oraz sprincie na 250m ze startu zatrzymanego. Następnie srebrny medal zdobyła w sprincie drużynowym razem z zawodniczkami klubu Stal Grudziądz, Mają Tracką oraz Natalią Głowacką. Ostatecznie brązowy medal wywalczyła w keirinie.